# Erasmus-Gymnasium Rostock
Das Erasmus-Gymnasium ist ein Gymnasium in Rostock. Die dreizügige städtische Ganztagsschule besuchen ca. 400 Schüler der 7. bis 12. Kassen, die von 35 Lehrerinnen und Lehrern unterrichtet werden.
Es handelt sich um ein allgemeinbildendes Gymnasium. Im Erasmus-Gymnasium werden insbesondere naturwissenschaftliche, sprachliche und künstlerisch interessierte Schüler gefördert. So ist das Gymnasium eine MINT-freundliche Schule.

## Geschichte
Die Schule entstand in der Kopenhagener Straße in Lütten Klein als Erweiterte Oberschule. Erster Schulleiter war Herr Setzkorn. 1991 wurde die Schule in das Gymnasium Lütten-Klein Süd umbenannt. Es wurde von Schülern der 5. bis 13. Klassen besucht. Schulleiterin war Frau Schulz. 1993 wurde die Schule in Erasmus-Gymnasium umbenannt.
2008 lernten auf der Schule noch ca. 900 Schülerinnen und Schüler. Diese Zahl schrumpfte auf die heutige Anzahl, da an den Gymnasien des Landes keine Orientierungsstufe und keine 13. Klassen zugelassen waren.

## Projekte und besondere Aktivitäten
Der Wahlpflichtunterricht in den 9. und 10. Klassen ist in Blockform an einem Tag angelegt. Dadurch können die Schüler vielseitige Projekte in anderen Einrichtungen der Hansestadt besuchen (Universität Rostock, Zoo Rostock, Leibniz-Institut für Ostseeforschung, Max-Planck-Institut, Rostock Seawolves e. V. usw.).
In diesem Zusammenhang entstanden viele Projekte. Eines der herausragendsten ist das Schülernetzwerk Darwinet, das gemeinsam mit dem Zoo Rostock und dem BILSE-Institut (Bildungs-Service für Europa) ins Leben gerufen wurde. Weitere Projekte nahmen 2013 an der Stadt der Jungen Forscher teil.
Seit 2012 beschäftigt sich eine Projektgruppe von Schülern mit dem Thema Ausgrenzung. Seit 2012 ist das Gymnasium Träger des Titels Schule ohne Rassismus, Schule mit Courage.
Das Engagement der Schule im Rahmen von Studien- und Berufsorientierung wurde 2013 mit dem Berufswahlsiegel des Landes MV geehrt. Die kontinuierliche Arbeit wird durch Partner, wie z. B. das BIZ oder dem BILSE-Institut möglich.
Als Seminarschule ist das Gymnasium an der Ausbildung des Lehrernachwuchses aktiv beteiligt. Jährlich werden neben der Ausbildung von Referendaren Lehrer-Praktikanten im Hauptpraktikum und Studenten in den schulpraktischen Übungen betreut.
Das Weihnachtskonzert des Chors und der Instrumentalgruppe findet jedes Jahr in der Nikolaikirche stattf. Ebenfalls alljährlich führt die Schauspielklasse des Gymnasiums neue Stücke auf der Bühne der Aula auf.